# Paulina Patience Abagaye
Paulina Patience Abagaye là một nhà ngoại giao Ghana và là thành viên của Đảng Yêu nước mới của Ghana. Cô hiện là đại sứ của Ghana tại Ý.

## Đại sứ bổ nhiệm
Vào tháng 7 năm 2017, Tổng thống Nana Akuffo-Addo đã chỉ định Paulina Abagaye làm đại sứ của Ghana tại Ý. Cô là một trong số hai mươi hai người Ghana nổi tiếng khác, những người được chỉ định đứng đầu nhiều nhiệm vụ ngoại giao của Ghana trên thế giới.